# “HANA唄”
「“HANA唄”」（ハナうた）は、Micro of Def Techの1枚目のシングル。発売元はユニバーサルミュージック。

## 解説
- Def Techのメンバー、Microのソロデビューシングル。

## 収録曲
1. ”HANA唄”
  - 作詞・作曲：Micro
2. Why not? with 名取香り
  - 作詞：Micro, 名取香り 作曲：Micro, 名取香り, Nagacho 編曲：YANAGIMAN
3. 海からいつ戻る
  - 作詞：Micro,亜矢 作曲：Micro, 亜矢 編曲：Yoshiki Hoshi

「W52S」CMソング
4. ”HANA唄” (Instrumental)
5. Why not? with 名取香り(Instrumental)